# Statut REKOM-a
Statut REKOM-a punog naziva Statut Regionalne komisije za utvrđivanje činjenica o ratnim zločinima i drugim teškim povredama ljudskih prava počinjenim na teritoriju bivše SFR Jugoslavije od 1. siječnja 1991. do 31. prosinca 2001. je dokument Koalicije za REKOM za osnivanje REKOM-a, komisije koju su trebale osnovati države sljednice SFR Jugoslavije. Zbog nemogućnosti da države osnuju REKOM, REKOM mreža pomirenja je 2019. stavila izvan snage Statut REKOM-a.

## Povijest
Koaliciju za REKOM je činilo 2.200 organizacija i pojedinaca iz redova žrtava i intelektualaca; 550.000 građana iz postjugoslavenskih zemalja podržalo je u lipnju 2011. godine Peticiju za osnivanje REKOM-a. Proslavljeni umjetnici i poznati intelektualci su podržavali Inicijativu za osnivanje REKOM-a. Proces javnog zagovaranja, usmjeren prema političarima, počevši od studenog 2011. vodili su Tim javnih zagovarača koji su činili Žarko Puhovski (Hrvatska), Zdravko Grebo, Dženana Karup Druško i Dino Mustafić (Bosna i Hercegovina), Biljana Vankovska (Sjeverna Makedonija), Adriatik Kelmendi (Kosovo), Igor Mekina (Slovenija), Dragoljub Vuković (Crna Gora), Dinko Gruhonjić i Nataša Kandić (Srbija).
Skupština Koalicije za REKOM usvojila je 27. lipnja 2011. u Sarajevu Prijedlog Statuta REKOM-a, koji su predložili vlastima država u regionu. REKOM je tom prilikom zamišljen kao tijelo s ovlastima vrlo neobičnima za organizaciju koju vode nevladine udruge: osim utvrđivanja činjenica, zamišljeno je da se provode i istraživanja ratnih zločina, saslušavaju osumnjičenici i tužiteljstvima predaju predmeti u postupanje. U međuvremenu, kako su kritike rasle a problemi se multiplicirali, ambicije su prilagođavane realnim mogućnostima. 
Prijedlog Statuta REKOM-a predstavljen je predsjednicima, odnosno Predsjedništvu Bosne i Hercegovine, svih zemalja nastalih raspadom Jugoslavije, što je bio prvi korak u formalnom približavanju institucijama. Predsjednici, odnosno Predsjedništvo Bosne i Hercegovine, su potom ovlastili svoje izaslanike da ga detaljno prouče i daju svoje primjedbe, da bi na kraju, nakon dugotrajnih pregovora, dobio svoj finalni oblik, koji je podržala Koalicija za REKOM na skupštini, 14. studenog 2014. godine. 
REKOM mreža pomirenja je 2019. odustala od daljnjeg inzistiranje prema državama sljednicama SFRJ na osnivanju međuvladine komisije. Tom prilikom je preuzela brigu i odgovornost da sama izradi poimenični popis žrtava ratova nastalih raspadom SFR Jugoslavije.

## Djelokrug
Statutom je predviđen djelokrug djelovanja REKOM-a, koji je trebao biti neovisno regionalno tijelo, čiji su zadatci:
- da prikupi podatke o slučajevima ratnih zločina i drugih teških kršenja ljudskih prava;
- da prikupi podatke o sudbini nestalih i sarađuje s nadležnim tijelima koja se na stranama ugovornicama bave potragom za nestalima;
- da izradi popise civila i boraca koji su izgubili život ili nestali u vezi s ratom ili drugim oblikom oružanog sukoba;
- da prikupi podatke o mjestima zatvaranja u vezi s ratom, o licima koja su protivpravno zatvarana, podvrgavana mučenju i nečovječnom postupanju i izradi njihov sveobuhvatan popis uz zaštitu identiteta kada je to neophodno;
- da istraži političke i društvene okolnosti koje su odlučujuće doprinijele izbijanju ratova ili drugih oblika oružanog sukoba, kao i činjenju ratnih zločina i drugih teških kršenja ljudskih prava;
- da održi javna slušanja žrtava i drugih lica o ratnim zločinima i drugim teškim kršenjima ljudskih prava i
- da preporuči mjere koje se odnose na sprečavanje ponavljanja kršenja ljudskih prava i na reparacije za žrtve.[2]

Zadatak REKOM-a je trebao biti, između ostalog, da izradi popis žrtava ratova na prostoru bivše SFR Jugoslavije, u periodu od 1991. do 2001. godine, kao i da omogući javna svjedočenja žrtava ratova. REKOM je, prema Statutu, pretendirao da se bavi ne samo činjenicama, već i utvrđivanjem uzroka koji su doveli do ratova i ratnih zločina na prostoru nekadašnje SFR Jugoslavije.
Prema Statutu sjedište REKOM-a je trebalo biti u Sarajevu.

## Izaslanici predsjednika država/ Predsjedništva BiH za REKOM
Institucionalizacija Inicijative za REKOM je okončana u lipnju 2013. godine, do kada su predsjednici država u regionu imenovali osobne izaslanike u zvaničnu Regionalnu ekspertsku grupu za REKOM. S obzirom na to da su član Predsjedništva Bosne i Hercegovine iz Republike Srpske Nebojša Radmanović i predsjednik Slovenije Borut Pahor odbili da imenuju svoje izaslanike, imenovani izaslanici predsjednika država su ih pozvali da to što prije učine.
Prvi sastanak Regionalne ekspertske grupe za REKOM održan je 6. rujna 2013. godine u Zagrebu. Time je trebala započeti nova faza procesa REKOM – realizacija međudržavnog projekta REKOM. Izaslanici za REKOM predali su 28. listopada 2014. godine Koaliciji za REKOM Izmjene Statuta REKOM-a, kao usaglašeni dokument koji je predstavljao pravni okvir za osnivanje REKOM-a. Te izmjene je Koalicija za REKOM podržala na Skupštini, 14. studenoga 2014. godine. 
Raspisavanjem izbora u Bosni i Hercegovini, a potom i u ostalim državama dovelo je nova lica na mjesto predsjednika u tim državama. To je utjecalo na podršku REKOM-u. Neki novi predsjednici su odbili imenovati nove izaslanike, što je REKOM dovelo na početnu fazu djelovanja.
| Izaslanici predsjednika država/ Predsjedništva BiH za REKOM |                   |                      |                                                                                    |          |
| Država                                                      | Predsjednik       | Izaslanik            | Zanimanje                                                                          | Imenovan |
| Bosna i Hercegovina                                         | Bakir Izetbegović | Aljoša Čampara       | dogradonačelnik grada Sarajeva                                                     | 2013.    |
| Bosna i Hercegovina                                         | Željko Komšić     | Goran Mihaljević     | pravni ekspert za suradnju s MKSJ                                                  | 2013.    |
| Crna Gora                                                   | Filip Vujanović   | Sonja Tomović-Šundić | savjetnica predsjednika za oblast ljudskih prava i manjina                         | 2013.    |
| Hrvatska                                                    | Ivo Josipović     | Zlata Đurđević       | redovna profesorica na Pravnom fakultetu Sveučilišta u Zagrebu                     | 2013.    |
| Kosovo                                                      | Atifete Jahjaga   | Selim Selimi         | pravni savjetnik predsjednice                                                      | 2013.    |
| Sjeverna Makedonija                                         | Đorge Ivanov      | Luben Arnaudoski     | zamjenik Generalnog tajnika za pravne i organizacione poslove u uredu predsjednika | 2013.    |
| Srbija                                                      | Tomislav Nikolić  | Siniša Važić         | sudija Apelacionog suda u Beogradu                                                 | 2013.    |

Godine 2017. predsjednici Srbije, Crne Gore, Sjeverne Makedonije, Kosova i član Predsjedništva Bosne i Hercegovine iz reda bošnjačkog naroda imenovali su izaslanike, koji su zajedno s Koalicijom za REKOM trebali pripremiti Nacrt Sporazuma o osnivanju REKOM-a. Prema dogovoru Koalicije za REKOM i predsjednika država nastalih raspadom SFR Jugoslavije, Nacrt Sporazuma o osnivanju REKOM-a trebali su potpisati predsjednici vlada na samitu Berlinskog procesa u Londonu, u srpnju 2018. godine, što se nije dogodilo.
| Izaslanici predsjednika država/ Predsjedništva BiH za REKOM |                   |                      |                                                                                              |          |
| Država                                                      | Predsjednik       | Izaslanik            | Zanimanje                                                                                    | Imenovan |
| Bosna i Hercegovina                                         | Bakir Izetbegović | Elvir Čamdžić        | ekspert za međunarodne odnose i šef ureda člana Predsjedništva BiH iz reda bošnjačkog naroda | 2017.    |
| Crna Gora                                                   | Filip Vujanović   | Sonja Tomović-Šundić | savjetnica predsjednika za oblast ljudskih prava i manjina                                   | 2017.    |
| Kosovo                                                      | Hashim Thaçi      | Ardian Arifaj        | politički savjetnik predsjednika                                                             | 2017.    |
| Sjeverna Makedonija                                         | Đorge Ivanov      | Ilija Isajlovski     | karijerni diplomata i član ureda predsjednika                                                | 2017.    |
| Srbija                                                      | Aleksandar Vučić  | Tanja Jović          | savjetnica predsjednika Srbije za vanjske poslove                                            | 2017.    |

## Vanjske poveznice
- Izmjene Statuta REKOM